# خان‌آباد (یولاخ)
خان‌آباد (به لاتین: Xanabad) منطقه‌ای مسکونی در جمهوری آذربایجان است که در شهرستان یولاخ واقع شده است. خان‌آباد ۱۶۹۹ نفر جمعیت دارد.